# تحطم طائرتي الناقلة الجوية 2002
الناقلة الجوية الرحلة 130 طائرة لوكهيد سي-130A هيركوليز في رحلة طيران من ميندين ثم إطفاء الحرائق في التلة الجبلية لبلدة ووكر بمقاطعة مونو بولاية كاليفورنيا ثم العودة إلي مطار ميندين–تاهو بمدينة ميندين في 17 يونيو 2002 ولكن بينما الطائرة تقلع للأبتعاد عن ألسنة نيران الحرائق أنفصل الجناح الأيمن أولا وأشعل نصف الوقود للعودة إلي ميندين وأنفصل الجناح الأيسر وأتجهت مقدمة الطائرة وأنقلبت رأسا علي عقب بدرجة انحراف 45 درجة بسرعة 574 كم/س وتحطمت ومات جميع الطاقم البالغ عددهم 3 أشخاص علي متنها وهم الكابتن ستيفن راي واس البالغ من العمر 43 عاما ومساعد الطيار كريغ لابار البالغ من العمر 37 عاما ومهندس الرحلة مايك ديفيس البالغ من العمر 59 عاما وكانت عمر الطائرة 45 عاما وكانت أول رحلة طيران لها في 30 ديسمبر 1957 ودخلت الخدمة لصالح القوات الجوية الأمريكية في 1 يوليو 1986 وفي 8 مايو 1988 عملت لصالح دائرة غابات الولايات المتحدة من شركة إدارة الخدمات العامة وفي 16 أغسطس 1988 بيعت إلي شركة وادي هيميت لخدمات الطيران ثم بيعت إلي شركة هوكنز وبورس الطيران في 1 مايو 1992 وفي وقت الحادثة كانت الطائرة قد سجلت 21,863 ساعة طيران.
الناقلة الجوية الرحلة 123 طائرة كونسوليديتد بي بي-4 واي-2 سوبر بيرايفاتيير في رحلة طيران من دنفر ثم إطفاء الحرائق في التلة الجبلية لمدينة إستيس بارك بمقاطعة لاريمير بولاية كاليفورنيا ثم العودة إلي مطار جبال روكي ميتروبولاتان بمدينة دنفر في 18 يوليو 2002 ولكن بينما الطائرة في اقترابها النهائي للتلة الجبلية علي بعد 10 كيلومترات (6.3 أميال) جنوبي غرب إستيس بارك أنفصل الجناح الأيمن أولا وأشعل نصف الوقود للعودة إلي دنفر وأنفصل الجناح الأيسر وأتجهت مقدمة الطائرة وأنقلبت رأسا علي عقب بدرجة انحراف 45 درجة بسرعة 258 كم/س وتحطمت ومات جميع الطاقم البالغ عددهم 2 أشخاص علي متنها وكانت عمر الطائرة 57 عاما وكانت أول رحلة طيران لها في 15 مارس 1945 ودخلت الخدمة لصالح بحرية الولايات المتحدة في 1 يوليو 1945 وفي 8 ديسمبر 1952 عملت لصالح حرس السواحل الأمريكي وفي 16 يونيو 1956 تقاعدت عن الخدمة وفي 2 يناير 1958 بيعت إلي شركة شركة هوكنز وبورس الطيران وفي وقت الحادثة كانت الطائرة قد سجلت 8,346.3 ساعة طيران.

## التصوير والفرق بين يومي الحادثتين وسببهما
صورت حادث تحطم الناقلة الجوية الرحلة 130 بكاميرا تليفزيون صورها ألتقطها مصور الأخبار تيم آلان وتم تصوير حادث تحطم الناقلة الجوية الرحلة 123 بكاميرا تصوير صورت 7 صور فوتوغرافية من مصور صحفي بمدينة دنفر والفرق بين يومي الحادثتين كان شهرآ ويوما واحدا وكان سبب كلا الحادثتين تآكل معدني بسبب تمزق الأجنحة بسبب فشل ميكانيكي في فتحات المسامير التي تحمل الصفائح المزدوجة بسبب الاستخدام السلبي للطائرة من الضغط المتجمع للهيكل.